# Sydney Smith (écrivain)
Sydney Smith (3 juin 1771 - 22 février 1845) est un intellectuel, écrivain et religieux anglican anglais.

## Jeunesse et éducation
Né à Woodford, Essex, Angleterre, Smith est le fils du marchand Robert Smith (1739–1827) et de Maria Olier (1750–1801), qui souffrent d'épilepsie. Son père, décrit comme "un homme d'ingéniosité et d'activité agitées",  "très intelligent, étrange par nature, mais encore plus étrange par conception" possède, à divers moments, 19 domaines différents en Angleterre.
Smith lui-même attribue une grande partie de sa propre personnalité animée à son sang français, son grand-père maternel ayant été un réfugié protestant français (un huguenot) nommé Olier. Il est le deuxième de quatre frères et d'une sœur, tous remarquables par leurs talents. Deux des frères, Robert Percy (connu sous le nom de "Bobus") et Cecil, sont envoyés au Collège d'Eton, mais il est envoyé avec le plus jeune à Winchester College, où il devient capitaine de l'école. Lui et son frère se sont tellement distingués que leurs camarades d'école signent un tournoi à la ronde "refusant de se présenter pour les prix du collège si les Smith sont autorisés à concourir".
En 1789, Smith devient boursier du New College d'Oxford ; il reçoit une bourse après deux ans de résidence, obtient son diplôme en 1792  et obtient sa maîtrise ès arts en 1796.

## Carrière
Smith prévoit d'étudier pour le barreau, mais son père n'est pas d'accord et il est contraint à contrecœur de prendre les ordres sacrés. Il est ordonné à Oxford en 1796 et devient vicaire du village de Netheravon, près d'Amesbury dans la plaine de Salisbury. Smith fait beaucoup pour les habitants, fournissant les moyens pour les rudiments de l'éducation et rendant ainsi possible de meilleures choses. Le châtelain de la paroisse, Michael Hicks-Beach, invite le nouveau curé à dîner et ravi de trouver un tel homme là-bas l'engage comme précepteur de son fils aîné. Il est convenu qu'ils iraient à l'université d'Iéna en Allemagne, mais la guerre les en empêche et « sous l'emprise de la politique », dit Smith, « nous nous installâmes à Édimbourg » en 1798. Pendant que son élève assiste à des conférences, Smith étudie la philosophie morale sous Dugald Stewart ainsi que la médecine et la chimie. Il prêche également dans la chapelle épiscopale, attirant de larges audiences.
En 1800, Smith publie son premier livre, Six Sermons, prêché à Charlotte Street Chapel, à Édimbourg, et épouse la même année, contre la volonté de ses amis, Catharine Amelia Pybus. Ils s'installent au 46 George Street, Édimbourg, où Smith se fait de nombreux amis, parmi lesquels les futurs membres de la Edinburgh Review. Vers la fin de ses cinq années de résidence à Édimbourg, dans une maison de Buccleuch Place, la résidence surélevée de celui qui est alors Francis Jeffrey, Smith propose la création d'une revue. "Je fus nommé éditeur", dit-il dans la préface du recueil de ses contributions, "et restai assez longtemps à Edimbourg pour éditer le premier numéro (octobre 1802) de l'Edinburgh Review. La devise que j'ai proposée pour la Revue est Tenui musam meditamur avena . — « On cultive la littérature sur un peu de flocons d'avoine. Mais c'était trop proche de la vérité pour être admis, et nous avons donc pris notre grave devise actuelle ✱ de Publilius Syrus, dont aucun de nous, j'en suis sûr, n'avait jamais lu une seule ligne." Il continue à écrire pour la Review pendant le quart de siècle suivant, et ses brillants articles sont l'un des principaux éléments de son succès.
Smith quitte définitivement Édimbourg en 1803 et s'installe à Londres, où il se fait rapidement connaître comme prédicateur, conférencier et personnage mondain. Son succès en tant que prédicateur est tel qu'il n'y avait souvent pas de place debout à Berkeley Chapel, Mayfair, où il est prédicateur du matin. Il est également "prédicateur suppléant du soir" à l'hôpital Foundling et prêche à la chapelle de Berkeley et à la chapelle Fitzroy, aujourd'hui l'église St Saviour, Fitzroy Square. Il enseigne la philosophie morale à la Royal Institution pendant trois saisons, de 1804 à 1806; et traite son sujet avec une telle vigueur et une telle vivacité que le monde londonien se presse à Albemarle Street pour l'entendre. Ses opinions sont considérées comme radicales mais sont maintenant considérées comme progressistes et clairvoyantes, étant en faveur de l'éducation des femmes, de l'abolition de l'esclavage et de l'enseignement des matières pratiques plutôt que des classiques. Ses conférences sont originales et divertissantes, mais il les jette au feu lorsqu'elles ont atteint leur but : fournir l'argent nécessaire pour meubler sa maison. Sa femme sauve les manuscrits calcinés et les publient en 1849 sous le titre Elementary Sketches of Moral Philosophy.
Le frère aîné de Smith, Bobus, épouse Caroline Vernon, tante d'Henry Vassall-Fox (3e baron Holland), et il est toujours un visiteur bienvenu à Holland House. Ses amis whigs entrent en fonction pendant une courte période en 1806 et offrent à Sydney le poste de Foston-le-Clay dans le Yorkshire. Il emploie d'abord un vicaire ; mais la loi sur la résidence de Spencer Perceval est adoptée en 1808, et après avoir tenté en vain de négocier un échange, il quitte Londres en 1809 et s'installe dans le Yorkshire. Le « ministère de tous les talents » est chassé de ses fonctions en 1807 en faveur d'un parti « sans papisme », et cette année-là, Smith publie le premier volet de son ouvrage le plus célèbre, Peter Plymley's Letters, au sujet de l'émancipation catholique, ridiculisant l'opposition du clergé campagnard. Il est publié en tant que Lettre sur le sujet des catholiques à mon frère Abraham qui vit dans le pays, par Peter Plymley. Neuf autres lettres suivent avant la fin de 1808, lorsqu'elles paraissent sous forme rassemblée. L'identité de Peter Plymley est un secret, mais des rumeurs se répandent sur le véritable auteur. Lord Holland lui écrit, exprimant sa propre opinion et celle de Grenville, qu'il n'y a rien eu de tel depuis l'époque de Swift (Mémoire, i. 151).
Dans sa paroisse de campagne, sans voisin instruit à proximité, Smith s'adapte à sa nouvelle situation et conquiert le cœur de ses paroissiens. Il n'y a pas eu d'ecclésiastique résident depuis 150 ans. Il prend même temporairement le presbytère voisin de Londesborough (1823-1829) afin de le réserver pour son voisin, William George Howard (8e comte de Carlisle), dont le troisième fils se prépare pour l'Église, avec le presbytère de Londesborough à l'esprit . Il possède une ferme de 300 acres (1,2 km 2) et un presbytère délabré qui a dû être reconstruit. Toutes ces choses se font à côté de ses contributions à l'Edinburgh Review. "Si jamais les chances de la vie me permettent d'émerger", écrit-il à Lady Holland, "je vous montrerai que je n'ai pas été entièrement occupé par de petites et sordides occupations". Il continue à s'exprimer en faveur de l'émancipation catholique, son éloquence étant spécialement dirigée contre ceux qui soutenaient qu'un catholique romain ne pouvait pas être cru sur son serment. "Je défie le docteur Duignan", plaide-t-il, s'adressant à une réunion du clergé en 1823, "dans toute la vigueur de son incapacité, dans le plus fort accès de cette épilepsie protestante dont il fut si souvent convulsé, d'avoir ajouté une seule sécurité à la sécurité de ce serment ». L'une de ses polémiques les plus vigoureuses et les plus efficaces est Une lettre aux électeurs sur la question catholique (1826).
Après vingt ans dans le Yorkshire, Smith obtient une promotion d'un ministre conservateur, Lord Lyndhurst, qui le présente à une prébende dans la cathédrale de Bristol en 1828   et lui permet d'échanger Foston contre le poste de Combe Florey, près de Taunton, qu'il occupe conjointement avec les postes de Halberton attachés à sa prébende. À partir de ce moment, il cesse d'écrire pour l'Edinburgh Review. On s'attend à ce que, lorsque les Whigs arrivent au pouvoir, Smith soit nommé évêque. Cependant, William Melbourne, le premier ministre whig de l'époque est contre sa nomination . Rien dans ses écrits ne s'y oppose. Il a été le plus assidu en tant que membre du clergé paroissial. Cependant, sa religion est de nature pratique et ses confrères du clergé se méfient de sa théologie limitée. Son mépris pour les enthousiastes et sa peur de l'émotion religieuse se manifestent dans ses attaques amères contre le méthodisme ainsi qu'en ridiculisant les partisans d'Edward Pusey. L'une des premières choses que Charles Grey dit en entrant à Downing Street est: "Maintenant, je vais pouvoir faire quelque chose pour Sydney Smith"; mais il ne peut faire plus que le nommer en 1831 à un canonicat résidentiel à la cathédrale Saint-Paul en échange de la stalle prébendale qu'il occupe à Bristol. Il est aussi partisan de la réforme parlementaire qu'il l'a été de l'émancipation catholique, et l'un de ses meilleurs discours de combat est prononcé à Taunton en octobre 1831, lorsqu'il fait sa comparaison bien connue de la Chambre des lords avec Mme Partington de Sidmouth, partant avec vadrouille et sabots pour endiguer l'Atlantique en pleine tempête. Avec une philosophie caractéristique, lorsqu'il voit que la promotion était douteuse, il assure sa position en prenant la résolution de ne pas être évêque et en interdisant définitivement à ses amis d'intercéder pour lui.
À la mort de son frère Courtenay, Smith hérite de 50 000 £, ce qui le met hors de portée de la pauvreté. Sa fille aînée, Saba (1802–1866), épouse Sir Henry Holland. Son fils aîné, Douglas, meurt en 1829 au début de ce qui s'annonçait comme une brillante carrière. Ses trois lettres à l'archidiacre Singleton sur la commission ecclésiastique (1837-38-39) et sa pétition et ses lettres sur la répudiation des dettes par l'État de Pennsylvanie (1843) sont aussi brillantes et incisives que ses meilleures contributions à l'Edinburgh Review. Il est mort dans sa maison de Green Street, Mayfair à Londres et est enterré au cimetière de Kensal Green.

## Œuvres
- 1809. Sermons en deux volumes
- 1839. Bulletin de vote
- 1845. Un fragment sur l'Église catholique irlandaise
- 1850. Esquisses élémentaires de philosophie morale, délivrées à la Royal Institution, 1804–6
- 1846. Sermons à St Paul. . .
- 1953. Les Lettres de Sydney Smith, en deux volumes, éd. par Nowell C. Smith. Oxford, Clarendon Press.
- 1956. Les écrits choisis de Sydney Smith, éd. avec une introduction de WH Auden. Farrar, Straus et Cudahy. Épuisé.
- 1996. Twelve Miles from a Lemon: Selected Writings and Sayings of Sydney Smith compilé par Norman Taylor et Alan Hankinson. Cambridge, Lutterworth Press